# Helena (żona Konstantyna VIII)
Helena – cesarzowa bizantyńska, żona Konstantyna VIII.

## Życiorys
Była córką niejakiego Alypiusa. Niewiele o niej wiadomo. Pewne jest, że Konstantyn VIII i Helena mieli trzy córki:
- Eudoksja, zakonnica
- Zoe, cesarzowa bizantyńska
- Teodora, cesarzowa bizantyńska